# La Chapelle-Janson
La Chapelle-Janson is een plaats en voormalige gemeente in het Franse departement Ille-et-Vilaine in de regio Bretagne. De plaats maakt deel uit van het arrondissement Fougères-Vitré. La Chapelle-Janson telde op 1 januari 2020 1.483 inwoners.

## Geschiedenis
La Chapelle-Janson is op 1 januari 2024 gefuseerd met Fleurigné tot de gemeente La Chapelle-Fleurigné.

## Geografie
De oppervlakte van La Chapelle-Janson bedroeg op 1 januari 2020 26,96 vierkante kilometer; de bevolkingsdichtheid was toen 55 inwoners per km².

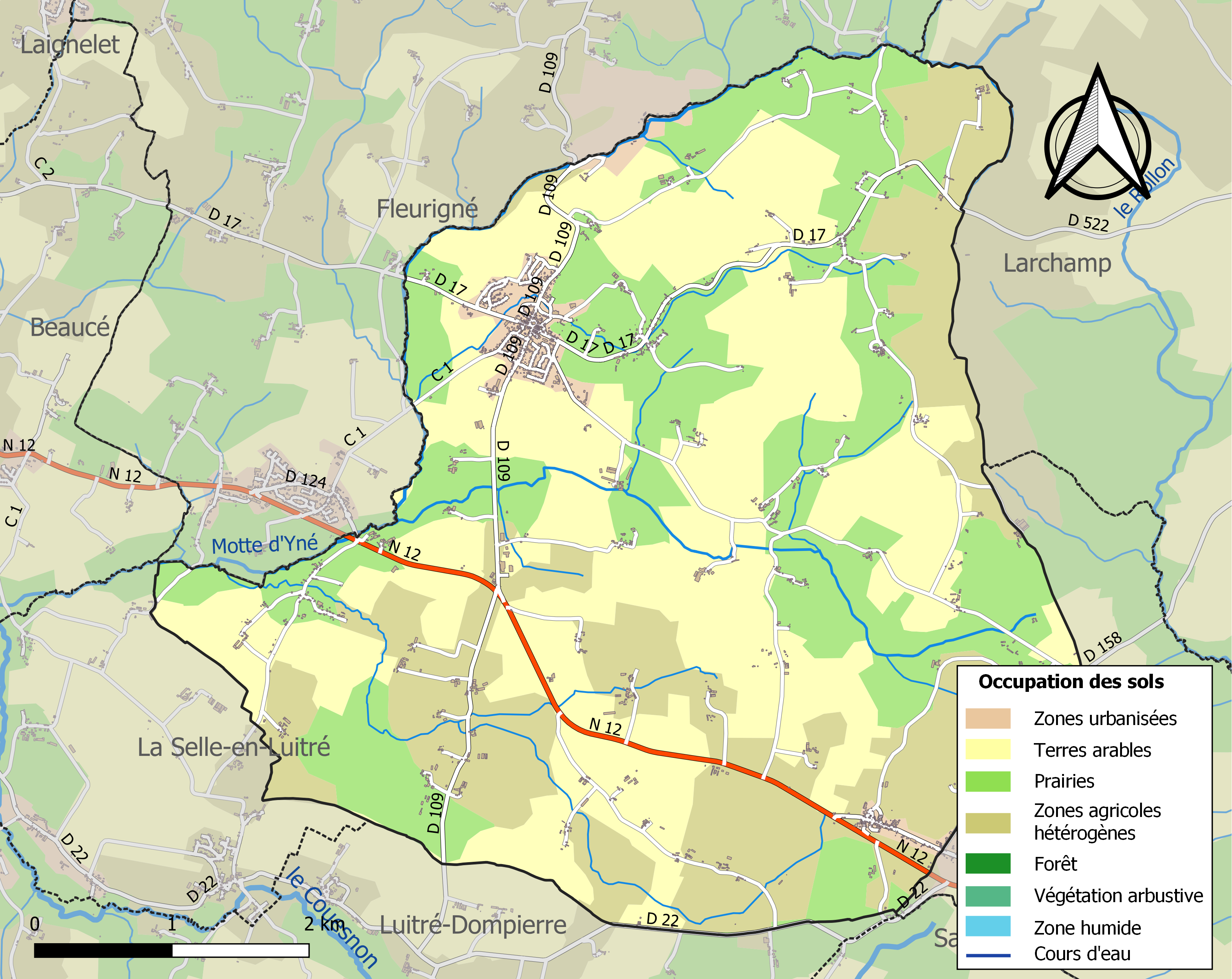
Kaart van de voormalige gemeente met belangrijkste infrastructuur, bodemgebruik en omliggende gemeenten

## Demografie
Onderstaande figuur toont het verloop van het inwonertal (bron: INSEE-tellingen).

## Geboren in La Chapelle-Janson
- Georges Groussard (1937), wielrenner
- Joseph Groussard (1934), wielrenner